# Józef Nielepiec
Józef Nielepiec herbu Prus I – poseł księstw oświęcimskiego i zatorskiego na sejm elekcyjny 1697 roku, elektor Augusta II Mocnego z księstw oświęcimskiego i zatorskiego,